# Luís da Gama e Silva
Luís Antônio da Gama e Silva (Mogi Mirim, 15 de março de 1913 — São Paulo, 2 de fevereiro de 1979) foi um jurista brasileiro, ministro da Justiça em duas ocasiões após o Golpe de 1964, tendo sido a ele atribuída, durante o governo Costa e Silva, a redação do Ato Institucional n.º 5 (AI-5).
Foi professor catedrático da Faculdade de Direito da Universidade de São Paulo e reitor da Universidade de São Paulo, tendo sido reeleito para este cargo durante a ditadura militar. 

## Primeiros anos e educação
Filho de Acrísio da Gama e Silva e de Ana do Vale, fez os estudos primários em sua terra natal e os primeiros exames do curso secundário no Ginásio Culto à Ciência, de Campinas, matriculando-se depois, no Ginásio Diocesano de Santa Maria, da mesma cidade, onde concluiu, em 1929, o curso ginasial.
Tal qual seu pai, advogado formado na turma 72 (1903) do Largo de São Francisco, ingressou naquela faculdade em 1930. Como estudante, participou da Revolução Constitucionalista de 1932, lutando por São Paulo contra o Governo Federal de Getúlio Vargas. Foi de sua autoria o manifesto com que o Gremio da Escola Politécnica da USP convocou os brasileiros para a reconstitucionalização dp País. Após a derrota dos paulistas, em outubro de 1932, passou a militar como membro do Partido Republicano Paulista (PRP).  
Recebeu o grau de bacharel em Ciências Jurídicas e Sociais em janeiro de 1934. Dedicou-se, desde logo, à advocacia, sem deixar de atuar na política, inclusive como redator político do Correio Paulistano, veículo do PRP, veículo do qual acabaria se tornando redator-chefe. No começo da carreira, foi promotor público interino em sua terra natal, Juiz do Tribunal de Impostos e Taxas do Estado de São Paulo, além de ensinar língua portuguesa e lógica nos colégios Liceu Pan-Americano, Colégio Carlos Gomes e Colégio Rio Branco, na capital de São Paulo.
Em 1939, no contexto do Estado Novo, foi demitido de sua função no Correio Paulistano, para a qual retornaria somente em 1945, após a queda do regime varguista. Afiliaria-se, a partir de então, à UDN.

## Carreira acadêmica

### Reitor da Universidade de São Paulo e os governos militares
Em novembro de 1944, foi nomeado por concurso público livre-docente de Direito Internacional Privado da Faculdade de Direito do Largo de São Francisco, ocasião em que recebeu o grau de doutor em Direito. Em 1953, tornou-se professor catedrático da mesma instituição, na qual exerceu ainda os cargos de vice-diretor (a partir de 1956), diretor interino (1957 e 1958) e diretor efetivo (de 1959 a 1962).
Em 1963, foi eleito reitor da USP, cargo para o qual foi reeleito em 1966. Logo após o golpe de 1964, já tendo se articulado com os responsáveis pelo movimento, apoiou o novo regime, tendo assumido, durante o breve governo interino de Ranieri Mazzili em abril daquele ano, as funções de Ministro da Justiça, da Educação e de Minas e Energia. Gama e Silva reassumiu a reitoria da USP com o início do Governo Castello Branco. Em 1966 foi nomeado juiz da Corte de Haia com mandato de cinco anos.    
Em 1967, afastou-se novamente da reitoria para se tornar ministro da Justiça durante o governo de Artur da Costa e Silva. Enquanto reitor da USP, elaborou a lista de nomes de professores universitários, colegas seus, que viriam a ser processados no conhecido IPM da USP, entre os quais Florestan Fernandes e Fernando Henrique Cardoso. Como reitor da USP foi o criador da Escola de Comunicações e Artes (ECA) e responsável pela construção de inúmeros edifícios na Cidade Universitária. Foi promulgada sob sua gestão a Lei dos Direitos Humanos. Foi também o responsável pela inclusão na constituição da época do artigo que equipara pessoas naturais de nacionalidade portuguesa a brasileiros.   
No cargo de ministro, ocupou-se de esvaziar movimentos que se opunham ao regime ditatorial, a exemplo da Frente Ampla, organizado por Carlos Lacerda, com o apoio dos ex-presidentes Juscelino Kubitschek e João Goulart. Para tal, tentou impedir a atuação de Juscelino Kubitschek, figura que, apesar de ter tido seus direitos políticos cassados pelo AI-1, ainda era popular. Com esse fim, depois de uma série de pressões feitas ao ex-presidente, Gama e Silva chegou a explicitamente ameaçar prendê-lo por 60 dias, caso ele retomasse as atividades da Frente Ampla.

### Ato Institucional Número 5
Ao longo de 1968, diante do avanço de movimentos opositores ao regime, Gama e Silva deu ordem para que fossem reprimidas as passeatas de protesto promovidas pelos estudantes em vários estados do país. Em 5 de abril, o Ministro da Justiça baixou a Portaria nº 177, que proibiu as atividades da Frente Ampla, determinou a apreensão de quaisquer publicações que divulgassem manifestações de natureza política feitas por cassados e a instauração imediata de inquéritos policiais contra os que estivessem praticando tais atos, bem como contra os responsáveis pelos órgãos de divulgação. Em 4 de julho, diante do aumento das tensões, Gama e Silva afirmou estar disposto a tomar medidas mais enérgicas contra os estudantes e, no dia seguinte, enviou comunicado a todos os governadores determinando a proibição das passeatas e autorizando-os a adotar quaisquer medidas preventivas que se fizessem necessárias.

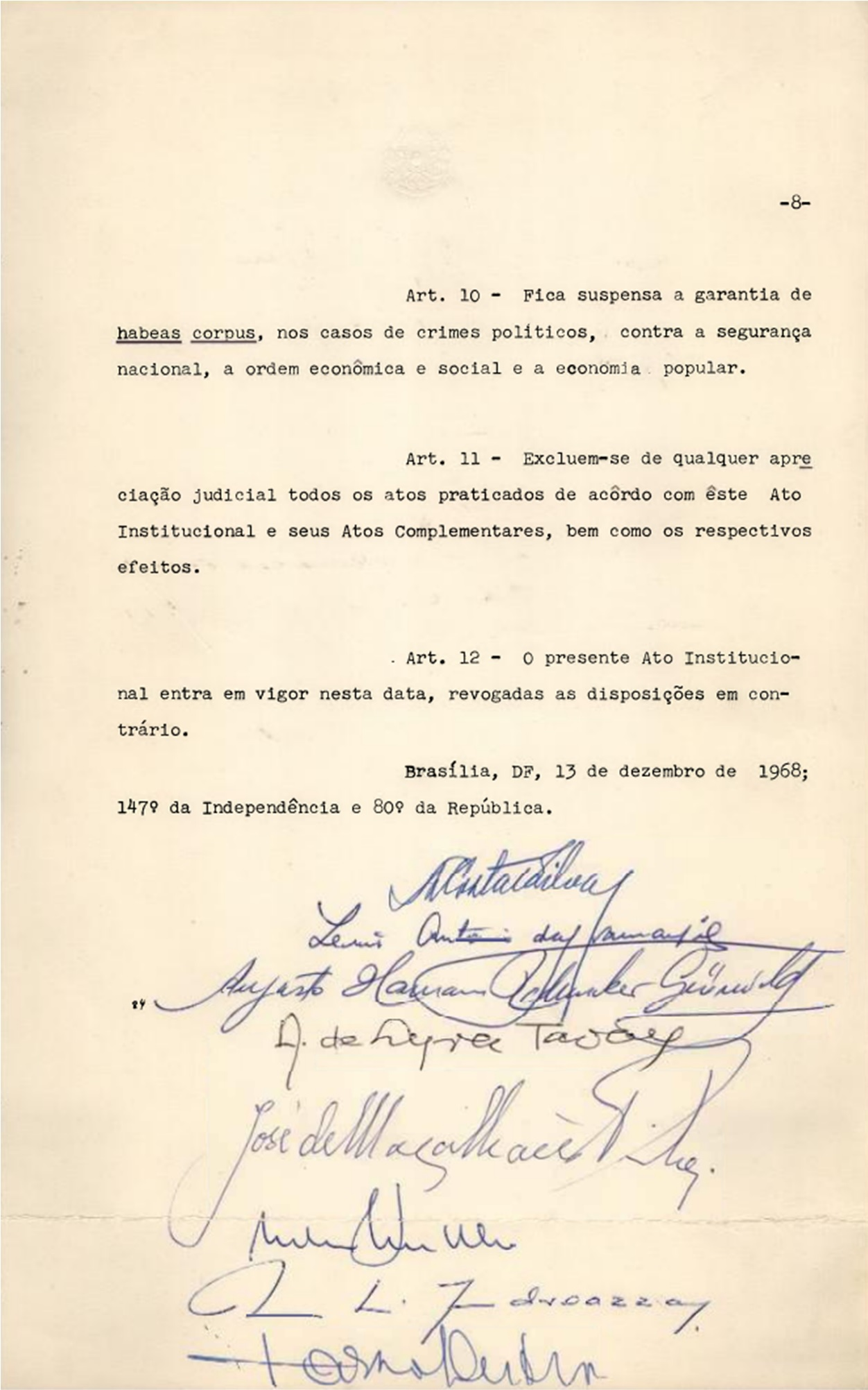
Oitava página do AI-5, onde se pode observar a assinatura de Luís Antônio da Gama e Silva. Documento sob a guarda do Arquivo Nacional.

Em setembro, após discurso do deputado-federal Márcio Moreira Alves (MDB-RJ) na tribuna da Câmara dos Deputados que foi considerado ofensivo pelas forças armadas, Gama e Silva elaborou parecer que acusou o parlamentar por ter feito “uso abusivo do direito de livre manifestação do pensamento”, o qual serviu de base a um pedido de cassação dos direitos políticos do deputado, apresentado ao Supremo Tribunal Federal (STF) pelo então procurador-geral da República. O STF solicitou à Câmara dos Deputados que autorizasse a abertura do processo contra o parlamentar, pedido que foi rejeitado em 13 de dezembro de 1968.  
Na tarde do mesmo dia, Gama e Silva encaminhou ao presidente duas versões do que se tornaria o AI-5, uma mais radical, prevendo a extinção do STF e do Congresso Nacional, e outra mais próxima daquilo que se tornaria a versão final do ato, que fechou temporariamente o Congresso Nacional, autorizou o presidente da República a cassar mandatos e suspender direitos políticos, suspendeu indefinidamente o habeas corpus e adotou uma série de outras medidas autoritárias e repressivas.  
Na reunião ministerial realizada ao fim da tarde do fatídico dia 13 para tratar do ato, Costa e Silva, ao dar a palavra ao Ministro da Justiça, chamou-o de “responsável direto pela redação do Ato”. Na mesma ocasião, o Ministro da Justiça defendeu expressamente que o ato deveria ter prazo indeterminado, de modo a não limitar a atuação do regime ditatorial.
No mesmo dia, também foi Gama e Silva, junto ao locutor Alberto Curi, responsável por apresentar à população brasileira o AI-5, em cadeia nacional de rádio e televisão.  
Em abril de 1969 o governo do presidente Costa e Silva publicou uma lista de professores da Universidade de São Paulo que deveriam ser aposentados compulsoriamente com fundamento no Ato Institucional nº 5. Apesar de passarem a receber vencimentos de aposentadoria proporcionais ao tempo de serviço, todos foram proibidos de lecionar. A inspiração deste ato foi atribuída ao ministro que listou professores com ideias esquerdistas ou simplesmente desafetos pessoais. A lista incluiu pessoas com notável prestígio acadêmico como os professores da Faculdade de Filosofia Fernando Henrique Cardoso (futuro presidente), Florestan Fernandes e Octávio Ianni, o diretor do Departamento de Bioquímica Isaías Raw, Mário Schenberg do Departamento de Física e Paul Israel Singer do Departamento de Economia. O vice-reitor e substituto de Gama e Silva na reitoria, professor Hélio Lourenço de Oliveira, também foi incluído na lista após protestar contra ela. Alguns professores se exilaram e assumiram posições importantes em universidades do exterior. Futuramente, depois de anistiados, vários voltaram a lecionar na Universidade de São Paulo.  

### Últimos anos e morte
Gama e Silva deixou o Ministério da Justiça após a eleição indireta do General Emílio Garrastazu Médici à presidência, sendo substituído no cargo por Alfredo Buzaid.  
Foi ainda Juiz da Corte de Haia e Embaixador do Brasil em Portugal de 1970 a 1974 , sendo um dos criadores da Comunidade Luso Brasileira. Como Ministro da Justiça foi implantada a Polícia Federal, a Justiça Federal e a lei do Ministério Público.
Em janeiro de 1978, durante o governo do general Ernesto Geisel, quando se começou a discutir a abertura do regime ditatorial, Gama e Silva declarou-se contrário à extinção desse ato, afirmando que este nada tinha de antidemocrático e constituía uma “boa advertência aos candidatos à subversão”.
Morreu em 2 de fevereiro de 1979, deixando viúva Eddy de Mattos Pimenta da Gama e Silva, com quem teve quatro filhos.